# Cívica (Guadalajara)
Cívica es una pedanía de Brihuega, en la provincia de Guadalajara (España). Se sitúa en una ladera de los escarpes calizo sobre el valle del río Tajuña, y a pie de la carretera CM-2011. 
Destacan las fuentes naturales que manan de la roca formando cascadas que vierten al Tajuña y el conjunto de galerías y escaleras excavadas en la roca y protegidas con balaustradas, obra encargada en los años 1950-1970 por el sacerdote de la cercana localidad de Valderrebollo y llevada a cabo por Hipólito Henche.